# Elezioni parlamentari a Cuba del 2008
Le elezioni parlamentari a Cuba del 2008 si tennero il 20 gennaio.

## Sistema elettorale
Fu nominato un candidato per ciascuno dei 614 seggi dell'Assemblea nazionale del potere popolare, e i candidati venivano eletti se ottenevano più del 50% dei voti. I candidati furono proposti da assemblee elettive, che comprendevano rappresentanti degli operai, dei giovani, delle donne, degli studenti, dei contadini e membri dei Comitati per la Difesa della Rivoluzione, dopo alcuni incontri popolari in cui venivano proposti i primi nomi. La lista finale dei candidati fu stilata dalla Commissione Nazionale per le Candidature, che prese in considerazione criteri come la meritocrazia, il patriottismo, i valori etici ed il passato rivoluzionario.
La data delle elezioni fu fissata per il 20 novembre 2007. Era incerto se Fidel Castro, ormai malato, si sarebbe candidato per l'Assemblea, cosa che doveva fare per restare Presidente di Cuba. Da quando era iniziata la sua malattia, nel 2006, il fratello Raúl Castro lo aveva sostituito. Emerse a dicembre che era stato fatto comunque il suo nome per un seggio.
María Esther Reus, Presidente della Commissione Elettorale Nazionale e Ministro della Giustizia, annunciò i risultati delle elezioni il 24 gennaio 2008. Votarono 8 231 365 cubani, l'affluenza fu del 96,89%. I voti validi furono 7 839 358, ossia il 95,24%. 7 125 752 elettori (ossia il 91%) votarono a favore di tutti i candidati, mentre 713 606 (ossia il 9%) votarono solo per alcuni candidati. Vi furono 306 791 schede bianche (il 3,73%) e 85 216 schede nulle (l'1,04%).
Raúl Castro fu rieletto dal Secondo Fronte Orientale col 99,37% dei voti, mentre Fidel Castro fu rieletto dal Settimo Distretto di Santiago de Cuba col 98,26% dei voti. Il Vicepresidente Carlos Lage ed il Presidente dell'Assemblea nazionale del potere popolare Ricardo Alarcón de Quesada furono eletti rispettivamente col 92.40% ed il 93.92% dei voti.
Il 24 febbraio 2008 si insediò la nuova Assemblea nazionale e Raúl Castro fu eletto Presidente. Alarcón fu eletto Presidente dell'Assemblea Nazionale, mentre Jaime Crombet Hernández Vaquero fu eletto Vicepresidente e Miriam Brito Segretaria.

## Risultati
| Opzione                   | Voti      | %     | Seggi |
| ------------------------- | --------- | ----- | ----- |
| Lista completa            | 7.125.752 | 90,88 | 612   |
| Voto selettivo            | 713.606   | 9,12  | 612   |
| Schede bianche/nulle      | 392.007   |       |       |
| Totale                    | 7.839.358 | 100   | 612   |
| Voti registrati/affluenza | 8.231.365 | 96,89 |       |

- Fonte: Juventud Rebelde

Fidel Castro
| Risultati   | Risultati | Risultati   |
| Sì o no     | Voti      | Percentuale |
| ----------- | --------- | ----------- |
| Sì          |           | 98,26%      |
| No          |           | 1,74%       |
| Voti totali |           | 100,0%      |

Raúl Castro
| Risultati   | Risultati | Risultati   |
| Sì o no     | Voti      | Percentuale |
| ----------- | --------- | ----------- |
| Sì          |           | 99,37%      |
| No          |           | 0,63%       |
| Voti totali |           | 100,0%      |

Carlos Lage
| Risultati   | Risultati | Risultati   |
| Sì o no     | Voti      | Percentuale |
| ----------- | --------- | ----------- |
| Sì          |           | 92,40%      |
| No          |           | 7,60%       |
| Voti totali |           | 100,0%      |

Ricardo Alarcón de Quesada
| Risultati   | Risultati | Risultati   |
| Sì o no     | Voti      | Percentuale |
| ----------- | --------- | ----------- |
| Sì          |           | 93,92%      |
| No          |           | 6,08%       |
| Voti totali |           | 100,0%      |